# Мамедов, Намик Вели оглы
Намик Вели оглы Мамедов (азерб. Namik Vəli oğlu Məmmədov; 29 марта 1936, Кировобад - 1 февраля 2018, Баку, Азербайджанская Республика) — азербайджанский советский геофизик.

## Биография
В 1959 году окончил Азербайджанский Индустриальный Институт (ныне АГНА) и получил квалификацию «горный инженер-геофизик». В том же году был направлен на работу в специальное конструкторское бюро по геофизическому приборостроению (г. Баку), где работал инженером, старшим инженером исследовательского отдела. С 1962 по 1965 гг. Учился в аспирантуре и в 1965 г. Защитил кандидатскую диссертацию на тему «К теории интерпретации кривых трехэлектродного бокового каротажа» под руководством проф. С. Я. Литвинова. С 1972 года доцент кафедры. В 1965-68 гг. Работал заместителем декана Общетехнического факультета АзИИ, в 1980-92 гг. — декан по работе с иностранными гражданами АзИНЕФТЕХИМ. В 1968-71 и 1976-80 гг. Работал в качестве доцента на кафедре геофизики в Алжирском институте нефти и газа (во второй раз заведующим кафедрой).

## Научная деятельность
В 1994 году Российский Комитет по науке и образованию выдал Н. Мамедову аттестат профессора.
Профессор Мамедов Н. В. посвятил более 50 лет своей жизни исследованиям в области скважинной геофизики. Профессором Мамедовым Н. В. опубликовано более 70 научных трудов, в том числе одна монография «Физическое и математическое моделирование некоторых задач en:Well logging#Types of electric.2Felectronic logs» и одно авторское свидетельство СССР № 1345151 (1987 г). «Способ контроля нефтегазонасыщенности пластов в обсадных скважинах» (совместно с проф. С. М. Аксельродом).
Профессором Мамедовым Н. В. опубликовано 15 учебных пособий на азербайджанском, русском и французском языках. В том числе пять учебных пособий на азербайджанском языке (2000 г., 2001 г., 2002 г., 2003 г. и 2005 г.), охватывающих практически все области промысловой геофизики.
Научные публикации профессора Мамедова Н. В. охватывают две области каротажа — исследования в области моделирования различных задач бокового каротажа, а также фундаментальные исследования в области электрического каротажа обсаженных скважин (ЭКОС).
Из наиболее интересных работ профессора Мамедова Н. В. можно отметить следующие
• «Установка для электролитического моделирования трехэлектродного бокового каротажа» (1965 г.)
• «Влияние изменения диаметра скважины на показания трехэлектродного бокового каротажа» (1965 г.)
• «Интерпретация кривых КС трехэлектродного бокового каротажа» (1965 г.)
• «Расчёт кажущихся сопротивлений трехэлектродного бокового каротажа» (1966 г.)
• «Оценка эффективности зонда АБК-3» (1969 г.)
• «К теории семиэлектродного зонда бокового каротажа» (1965 г.)
• «Определение потенциала любой точки обсадной колонны» (1972 г.)
• «К вопросу эффективности ЭКОС» (1982 г.)
• «Решение основной задачи электрокаротажа при произвольном расположении электродов» (1974 г.)
• «Анализ возможностей ЭКОС потенциал — зондами» (1982 г.)
• «К вопросу математического моделирования ЭКОС» (1988 г.)
• «Анализ погрешностей ЭКОС» (1987 г.)
• «Математическая модель однородной двухфазной среды при оценке коэффициента нефтенасыщенности» (1988 г.)
• «Аналитическое изучение глубинности исследования каротажных зондов» (1992 г.)
Профессор Мамедов Н. В. внес определенный вклад в теорию электрического каротажа обсаженных скважин. Профессор С. М. Аксельрод в своем официальном отзыве о проведенных Н. Мамедовым исследованиях в области ЭКОС написал следующее «В этой области Н. В. Мамедов выполнил ряд важных работ. Мне известно, что именно публикации Н. В. Мамедова дали толчок постановке подобных задач в одной из геофизических фирм США»

## Награды
- Юбилейная медаль «За доблестный труд. В ознаменование 100-летия В. И. Ленина» (1970)
- Нагрудный знак «Отличник высшей школы СССР» (1975)
- Медаль Азербайджанской Республики «Прогресс» (2000)